# Rodrigo de Silva Mendoza y Sarmiento
Rodrigo de Silva Mendoza y Sarmiento (Madrid, 1600-Bembibre, 1664), fue el II marqués de Alenquer, VIII conde de Ribadeo, VIII conde de Salinas  y duque consorte de Híjar por su matrimonio con la IV duquesa de Híjar, Isabel Margarita Fernández de Híjar y Castro-Pinós.

## Biografía
Hijo de Diego de Silva y Mendoza, III duque de Francavilla, I marqués de Alenquer, y de su esposa, Mariana Sarmiento de Villandrando y Ulloa, VII condesa de Salinas y VII condesa de Ribadeo, era nieto de Ruy Gómez de Silva y de la princesa de Éboli. En 1611 tuvo un éxito militar capturando en alta mar un buque marroquí cargado con la biblioteca del rey Muley Cidán, que solicitó un rescate por los 3000 volúmenes. El rey Felipe III demandó que liberase también a todos los cristianos prisioneros que tenía en su poder, pero al negarse, los libros fueron a engrosar la bibliteca de El Escorial (aunque parte de ellos se quemó en el incendio de 1671).
Permaneció apartado de la política durante el gobierno de Olivares, aunque en 1640 se le dio un mando militar en la Guerra de Restauración portuguesa. Aspiraba a suceder a Olivares en la privanza, y se enfrentó a Luis de Haro, contra quien intentó organizar una conjura nobiliaria, lo que le costó un destierro de la corte. Carlos de Padilla, maestre de campo de caballería, intentó organizar una conspiración para derrocar a los Austrias de España y proclamar al duque rey de Aragón. Descubierto Padilla, fue torturado y encarcelado junto a Híjar en el verano de 1648. El duque de Híjar sufrió tortura sin confesar y no pudo ser condenado a muerte, pero se le condenó a cadena perpetua en el Castillo de León, mientras que Padilla y Domingo Cabral fueron ejecutados. Se puede decir que la condena al duque de Híjar fue excesiva, teniendo en cuenta que el duque de Medina Sidonia había cometido hechos más graves por los que le cayeron penas menores.